# Авангард (футбольный клуб, Челябинск)
«Аванга́рд» — советский футбольный клуб из Челябинска.

## История
Основан в 1933 году под названием «Трактор», почти сразу после открытия Челябинского тракторного завода. В 1937-м команда приняла участие в розыгрыше Кубка СССР: 24 мая в 1/64 финала «Трактор» проиграл в дополнительное время омскому «Динамо». В следующем Кубке клуб в 1/256 финала обыграл воткинский «Зенит», а затем разгромно проиграл свердловскому «Динамо» 0:9. В 1944-м и 1945 годах «Трактор» проигрывал в 1/16. Также в 1945-м команда выступала во второй группе и заняла там 13-е место.
С 1946 года «Трактор» переименован в «Дзержинец». В 1948-м команда оказалась в первой группе, однако из-за несогласованности в расписании, «Дзержинец» и ещё 15 команд были исключены из розыгрыша, а их матчи аннулированы. Челябинский клуб успел сыграть одну домашнюю встречу с «Авангардом» из Свердловска.
В 1951-м и 1952 годах клуб нигде не выступал, а в 1953-м вернулся под названием «Авангард». Четыре сезона «Авангард» провёл в классе «Б», после чего был расформирован и уступил место «Локомотиву».

## Названия
- 1933—1945 — «Трактор».
- 1946—1953 — «Дзержинец».
- 1953—1957 — «Авангард».

## Статистика
| Сезон (чемпионат/первенство) | Лига (результаты)                           | Лига (результаты) | Лига (результаты) | Лига (результаты) | Лига (результаты) | Лига (результаты) | Лига (результаты) | Лига (результаты) | Лига (результаты) | Сезон (Кубок СССР) |
| Сезон (чемпионат/первенство) | Дивизион                                    | И                 | В                 | Н                 | П                 | МЗ                | МП                | О                 | Место             | Сезон (Кубок СССР) |
| ---------------------------- | ------------------------------------------- | ----------------- | ----------------- | ----------------- | ----------------- | ----------------- | ----------------- | ----------------- | ----------------- | ------------------ |
| 1937                         | —                                           | —                 | —                 | —                 | —                 | —                 | —                 | —                 | —                 | 1/64               |
| 1938                         | —                                           | —                 | —                 | —                 | —                 | —                 | —                 | —                 | —                 | 1/128              |
| 1944                         | —                                           | —                 | —                 | —                 | —                 | —                 | —                 | —                 | —                 | 1/16               |
| 1945                         | Вторая группа                               | 17                | 5                 | 4                 | 8                 | 18                | 30                | 14                | 13                | 1/16               |
| 1946                         | Вторая группа                               | 24                | 7                 | 3                 | 14                | 33                | 55                | 17                | 10                | —                  |
| 1947                         | Вторая группа, II зона РСФСР                | 18                | 15                | 1                 | 2                 | 59                | 6                 | 31                | 1                 | 1/128              |
| 1947                         | Вторая группа, финал                        | 5                 | 1                 | 1                 | 3                 | 8                 | 10                | 3                 | 4                 | 1/128              |
| 1948                         | Первая группа                               | снята             | снята             | снята             | снята             | снята             | снята             | снята             | снята             | 1/8                |
| 1948                         | Вторая группа, II зона РСФСР                | 25                | 19                | 3                 | 3                 | 83                | 28                | 41                | 1                 | 1/8                |
| 1948                         | Вторая группа, финал                        | 5                 | 3                 | 0                 | 2                 | 9                 | 8                 | 6                 | 4                 | 1/8                |
| 1949                         | Вторая группа, II зона РСФСР                | 26                | 19                | 2                 | 5                 | 61                | 27                | 40                | 3                 | 1/64               |
| 1950                         | Класс «Б»                                   | 26                | 11                | 5                 | 10                | 49                | 50                | 27                | 7                 | 1/16               |
| 1953                         | Класс «Б», III зона                         | 16                | 6                 | 4                 | 6                 | 18                | 24                | 16                | 14                | 1/32               |
| 1953                         | Класс «Б», финальный турнир, за 13—15 места | 2                 | 1                 | 0                 | 1                 | 0                 | 2                 | 2                 | 2 (14)            | 1/32               |
| 1954                         | Класс «Б», I зона                           | 22                | 7                 | 7                 | 8                 | 31                | 37                | 21                | 6                 | 1/32               |
| 1955                         | Класс «Б», II зона                          | 30                | 8                 | 6                 | 16                | 28                | 52                | 22                | 13                | 1/128              |
| 1956                         | Класс «Б», II зона                          | 34                | 12                | 7                 | 15                | 37                | 41                | 31                | 10                | —                  |

## Главные тренеры
- Селин, Фёдор Ильич (1946)
- Новиков, Виктор Иванович (1947 — июль 1948)
- Протасов, Андрей Георгиевич (июль 1948—1949)
- Балаба, Григорий Фёдорович (1950)
- Васильев, Виктор Николаевич (1951—1952)
- Перепёлкин Виктор Иванович (1953)
- Карелин, Виктор Ильич (1954)
- Балаба, Григорий Фёдорович (1950, по май)
- Золотухин, Иван Васильевич (1955—1956)
- Стрелков, Сергей Дмитриевич (1956)
- Пономарёв, Александр Афанасьевич (1956, с июня)